# Forgive Me (single)
"Forgive Me" is een single van zangeres Leona Lewis.

## Achtergrondinformatie
Het nummer geschreven door Aliaune "Akon" Thiam, Claude Kelly en Giorgio Tuinfort en geproduceerd door het eerste. Het is geschreven voor de Amerikaanse versie van Leona Lewis' debuutalbum Spirit en kwam ook op de luxe heruitgave van het album Spirit te staan. Het serveerde wereldwijd als haar derde single, op het Verenigd Koninkrijk na, waar het haar vierde is. Het kwam 31 oktober 2008 uit in Nederland. Vergeleken met haar vorige singles, is "Forgive Me" veel meer uptempo.
In Nederland wist Leona Lewis geen nieuwe hit te scoren. "Forgive Me" bleef steken in de tipparade en is daarmee haar eerste in Nederland uitgebrachte single die de Top 40 niet gehaald heeft.

## Hitnotering
| Forgive Me in de Tipparade - binnen: 31 oktober 2008 | Forgive Me in de Tipparade - binnen: 31 oktober 2008 | Forgive Me in de Tipparade - binnen: 31 oktober 2008 | Forgive Me in de Tipparade - binnen: 31 oktober 2008 | Forgive Me in de Tipparade - binnen: 31 oktober 2008 | Forgive Me in de Tipparade - binnen: 31 oktober 2008 | Forgive Me in de Tipparade - binnen: 31 oktober 2008 | Forgive Me in de Tipparade - binnen: 31 oktober 2008 | Forgive Me in de Tipparade - binnen: 31 oktober 2008 |
| Week                                                 | 1                                                    | 2                                                    | 3                                                    | 4                                                    | 5                                                    | 6                                                    | 7                                                    | 8                                                    |
| ---------------------------------------------------- | ---------------------------------------------------- | ---------------------------------------------------- | ---------------------------------------------------- | ---------------------------------------------------- | ---------------------------------------------------- | ---------------------------------------------------- | ---------------------------------------------------- | ---------------------------------------------------- |
| Nummer                                               | 30                                                   | 22                                                   | 18                                                   | 11                                                   | 9                                                    | 7                                                    | 6                                                    | uit                                                  |

## Tracklist
1. "Forgive Me" (Single Mix) - 03:21
2. "Myself" (met Novel) - 03:50

## Releasedata
| Regio               | Datum           | Label    | Format              |
| ------------------- | --------------- | -------- | ------------------- |
| Australië           | 26 juli 2008    | Sony BMG | download            |
| Australië           | 31 oktober 2008 | Sony BMG | cd-single           |
| Nieuw-Zeeland       | 26 juli 2008    | Sony BMG | download            |
| Zweden              | 26 juli 2008    | Sony BMG | download            |
| Europa              | 7 oktober 2008  | Sony BMG | radio               |
| Europa              | 31 oktober 2008 | Sony BMG | cd-single, download |
| Ierland             | 17 oktober 2008 | Sony BMG | cd-single, download |
| Nederland           | 17 oktober 2008 | Sony BMG | download            |
| Nederland           | 31 oktober 2008 | Sony BMG | cd-single           |
| Verenigd Koninkrijk | 3 november 2008 | SYCO     | cd-single, download |